# 地球微笑的那一天

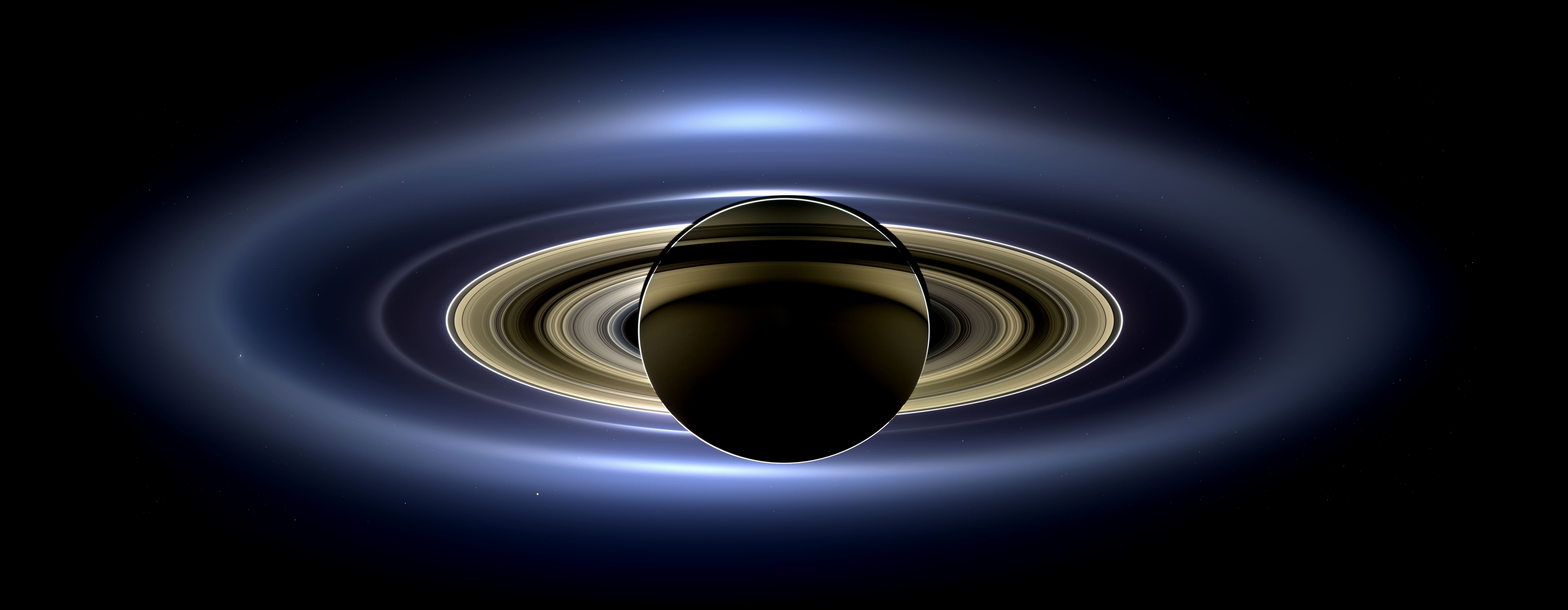
卡西尼號於2013年7月19日拍攝的土星完整合成照片

地球微笑的那一天（The Day the Earth Smiled）是美國太空總署卡西尼號太空船於2013年7月19日拍攝的合成照片。在日食期間，太空船拍攝了土星及大部分環系統、地球和月球等。卡西尼號在繞行土星的九年中曾兩次拍攝類似的照片（2006年和2012年）。該名稱也指與該活動相關的活動，以及由此創建的攝影馬賽克。
這個概念由卡西尼號攝影團隊負責人、行星科學家卡羅琳·C·波爾科構想，呼籲世界人民反思他們在宇宙中的位置，驚嘆於地球上的生命，並在拍攝照片的那一刻抬頭微笑慶祝。
最後一張馬賽克照片於2013年7月19日拍攝，經卡西尼成像中央操作實驗室（CICLOPS）處理後，於2013年11月12日向公眾發布。照片中包括地球、火星、金星和許多土星的衛星。卡西尼號的窄角相機拍攝了一張高解析度影像，將地球和月球描繪成不同的光點，並在不久後發布。

## 外部連結
- The Day the Earth Smiled official website
- Raw Images 的存檔，存档日期2014-05-28.